# Perkins 4.236

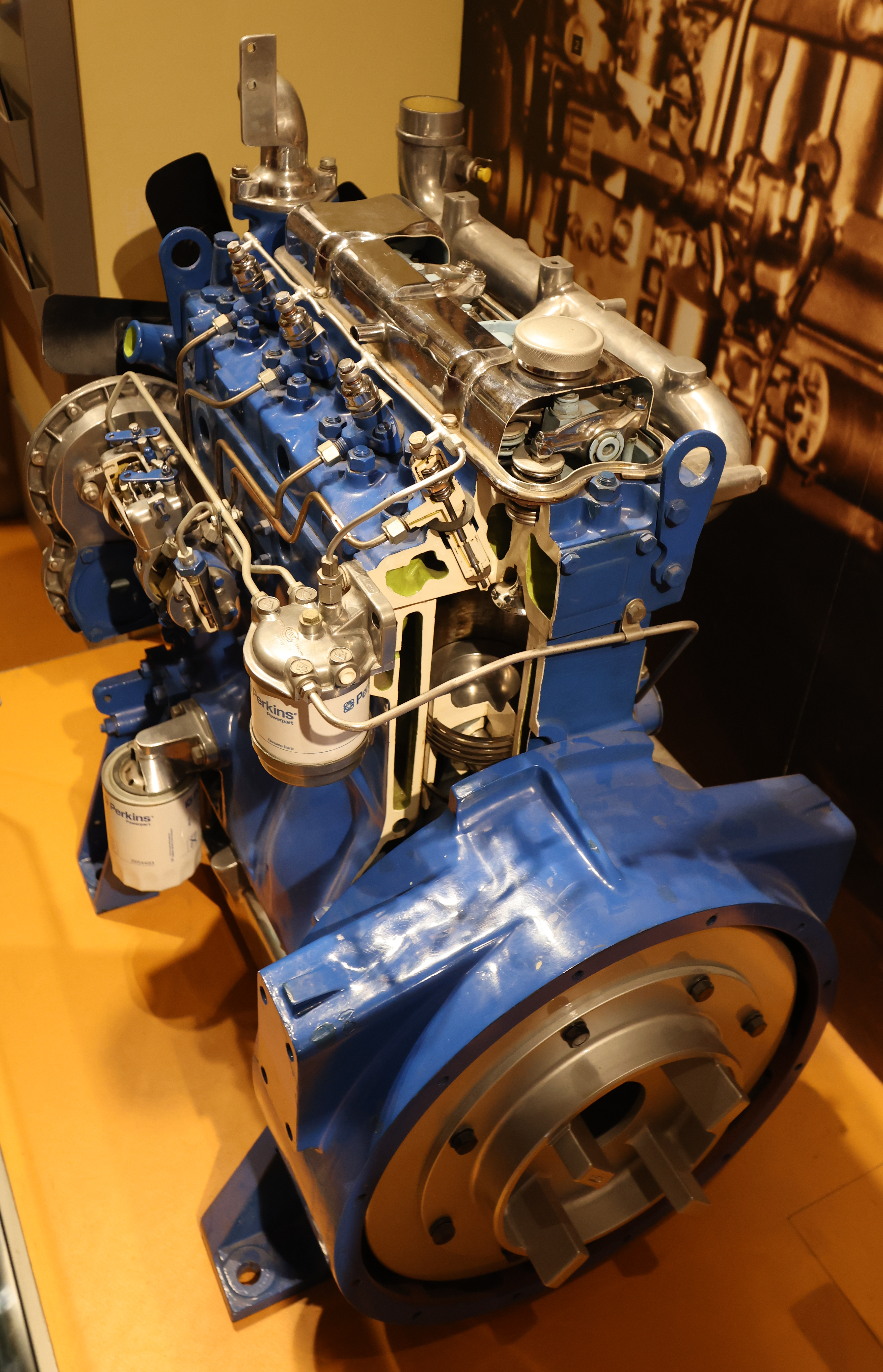
Ein Perkins 4.236 Dieselmotor

Der Perkins 4.236 ist ein wassergekühlter Dieselmotor der Firma Perkins Engines, der 1964 erstmals produziert wurde. In den ersten drei Jahren wurden insgesamt 70.000 Motoren hergestellt und in den Jahren darauf wurde die Produktion dann auf 60.000 Stück pro Jahr gesteigert. Durch seine Direkteinspritzung war der Motor innovativ. Aufgrund seiner gleichzeitigen Zuverlässigkeit war er über mehrere Jahrzehnte ein weltweiter Verkaufserfolg. In Mähdrescher von Claas wurde der Motor bis 1995 verbaut.
Der Perkins 4.236 hat eine Leistung von 49 kW (67 PS DIN) und wurde in Traktoren von Massey-Ferguson sowie Industrie und Landmaschinen wie Clark, Manitou, JCB, Landini und die Vermeer Corporation.
Die 4 in der Bezeichnung 4.236 steht für vier Zylinder und 236 steht für 236 Kubikzoll, was umgerechnet 3,9 l ist. Dies ist die übliche Bezeichnungsweise für Perkins-Motoren. Die einzelnen Zylinder haben ein Durchmesser von 3,87 in (98,4 mm) und einen Hub von 5 in (127 mm).

## Einsatz
Die Traktoren 168S, 175, 175S (174 in Rumänien), 261, 265, 275, 365, 373, 375, 384S von Massey-Ferguson sowie einige Traktoren von Volvo hatten diesen Motor verbaut.
Der mittlerweile nicht mehr existierende Automobilhersteller Checker Motors Corporation aus Kalamazoo, Michigan, verbaute 1969 den Motoren auf Wunsch in ihren Fahrzeugen.
Ebenso hatte die Dodge 50 Series von Juli 1979 bis Juli 1987 den 4.236. Von Juli 1986 bis Juli 1987 in der T38-Specification mit Turbolader. In der Renault 50 Series war der Motor optional erhältlich. In Brasilien wurde der Motor, in einer Variante mit 60 kW (81 PS), in die lokal entwickelten Puma Trucks eingebaut. In der brasilianischen Version des Chevrolet C/K war der Perkins der einzige Dieselmotor.
Der Häcksler Vermeer BC1250 verwendete den Motor 4.236. Im Vermeer BC1250A wurde dann der Motor mit Turbolader verwendet.
In Südkorea produzierte die Hyundai Motor Company den Motor von 1977 bis 1981 in Lizenz. Unter der Bezeichnung HD 4236 wurde der Motor im Hyundai Bison Truck (HD3000, HD5000) verbaut.

## Technische Daten
- Leerlaufdrehzahl: 750/min, Nenndrehzahl: 2000/min, Max. Drehmoment bei 1300/min
- Die frühen Modellen hatten einen Lucas M50 Anlasser und Lucas Lichtmaschine.
- Die Motorsteuerung stammte ebenfalls von Lucas.